# Norra Björke socken
Norra Björke socken i Västergötland ingick i Väne härad, ingår sedan 1971 i Trollhättans kommun och motsvarar från 2016 Norra Björke distrikt.
Socknens areal är 35,33 kvadratkilometer varav 35,22 land.  År 2000 fanns här 535 invånare.  Orten Norra Björke samt sockenkyrkan Norra Björke kyrka ligger i socknen.   

## Administrativ historik
Socknen har medeltida ursprung. Före den 1 januari 1886 (ändring enligt beslut den 17 april 1885) var namnet Björke socken.
Vid kommunreformen 1862 övergick socknens ansvar för de kyrkliga frågorna till Björke församling och för de borgerliga frågorna bildades Björke landskommun. Kommunen inkorporerades 1952 i Södra Väne landskommun som 1967 uppgick i Trollhättans stad som 1971 ombildades till Trollhättans kommun. Församlingen uppgick 2002 i Åsaka-Björke församling.
1 januari 2016 inrättades distriktet Norra Björke, med samma omfattning som församlingen hade 1999/2000.
Socknen har tillhört län, fögderier, tingslag och domsagor enligt vad som beskrivs i artikeln Väne härad. De indelta soldaterna tillhörde Västgöta-Dals regemente, Väne kompani och Västgöta regemente, Barne kompani .

## Geografi och natur
Norra Björke socken ligger söder om Hunneberg kring Lerumsån. Socknen är en kuperad slättbygd i norr och skogsbygd i söder. 
Det finns två naturreservat i socknen. Halle- och Hunnebergs rasbranter som delas med Västra Tunhems och Vänersnäs socknar i Vänersborgs kommun, Flo socken i Grästorps kommun och Väne-Åsaka socken i Trollhättans kommun ingår i EU-nätverket Natura 2000 medan Halle- och Hunnebergs platåer som delas med samma socknar är ett kommunalt naturreservat.

## Fornlämningar
Tre hällkistor från stenåldern är funna. Från järnåldern finns ett gravfält och domarringar. En av Sveriges största guldskatter någonsin påfanns 1995 i Vittene, i socknens nordligaste del, och brukar kallas Vitteneskatten.

## Befolkningsutveckling
Befolkningen ökade från 573 1810 till 1 138 1870 varefter den minskade till 440 1970 då den var som minst under 1900-talet. Därefter ökade folkmängden på nytt till 536 1990.

## Namnet
Namnet skrevs på 1540 Byrkie och kommer från den äldre kyrkbyn. Namnet innehåller birke, 'björkbestånd'.